# Tour de France de 1983
O Tour de France 1983 foi a 70º Volta a França

## Classificação geral
| Pos | Nome                 | País          | Tempo        |
| --- | -------------------- | ------------- | ------------ |
| 1   | Laurent Fignon       | França        | 105h 07' 52" |
| 2   | Angel Arroyo         | Espanha       | 4' 04"       |
| 3   | Peter Winnen         | Países Baixos | 4' 09"       |
| 4   | Lucien Van Impe      | Bélgica       | 4' 16"       |
| 5   | Robert Alban         | França        | 7' 53"       |
| 6   | Jean-René Bernaudeau | França        | 8' 59"       |
| 7   | Sean Kelly           | Irlanda       | 12' 09"      |
| 8   | Marc Madiot          | França        | 14' 55"      |
| 9   | Phil Anderson        | Austrália     | 16' 56"      |
| 10  | Henk Lubberding      | Países Baixos | 18' 55"      |